# Zaibatsu
Ein Zaibatsu (jap. 財閥, wörtlich: „vermögender Klan“, sinngemäß: „Holdinggesellschaft im Familienbesitz“) ist ein japanisches auch im Ausland agierendes Firmenkonglomerat, eine besondere Art von Familienunternehmen.

## Begriffsverwendung
Der Begriff wurde neben seiner ökonomischen Definition in verschiedenen Cyberpunk-Werken in den 1980er Jahren verwendet, wo er jedes asiatische Firmenkonglomerat bezeichnete. Eine Organisation im Computerspiel Grand Theft Auto 2 heißt ebenfalls so.

## Zaibatsus vor 1945
Die ersten Zaibatsu entstanden nach der Meiji-Restauration (1868) und läuteten die Industrialisierung im Japanischen Kaiserreich ein. Die erste Zaibatsu wurde von der Familie Mitsui gegründet, die seit der zweiten Hälfte des 17. Jahrhunderts (Edo-Zeit) mit ihren Kurzwarenläden und Geldgeschäften in Edo, Kyōto und Ōsaka Vermögen anhäufte.
Die Zaibatsu – organisiert wie die der Großen Vier – bestehen heute in ihrer ursprünglichen Form nicht mehr. Sie und etwa 15 weitere wurden nach dem Zweiten Weltkrieg von der amerikanischen Besatzungsmacht, vertreten durch den Supreme Commander for the Allied Powers, als Zaibatsu klassifiziert und 1946/1947 aufgelöst bzw. entflochten und in dezentral organisierte Unternehmensgruppen umgewandelt. Aus ihnen entstanden die noch heute bestehenden Keiretsu.

### Die Großen Vier
- Mitsubishi
- Mitsui
- Sumitomo
- Yasuda

### Weitere
- Asano
- Fujita
- Furukawa
- Kawasaki
- Nakajima Hikōki
- Nomura
- Ōkura
- Shibusawa
- Matsushita Electric Industrial/Panasonic
- Hattori

Der Asienexperte im amerikanischen Regierungsausschuss für wirtschaftliche Kriegsführung Thomas Arthur Bisson zog folgendes Resümee:

„Acht Zaibatsu-Konzerne haben zusammen mit dem Kaiser, der über großen Besitz an Aktien, Land und Wertpapieren verfügt, und mit etwa 3500 Großgrundbesitzern Land und Leute Japans in wirtschaftlicher Leibeigenschaft gehalten.“

## Shinkō zaibatsu
Zaibatsu der Gegenwart werden als shinkō zaibatsu bezeichnet. Sie sind nicht mehr rein auf der Basis einer Familie entstanden und die Aktionäre sind durchaus (familien-)fremde Personen. Ein weiterer Unterschied sind die nicht mehr in der Firmengruppe vorhandenen eigenen Familienbanken, die Durchführung von Finanzgeschäften wird jetzt von Banken außerhalb eines solchen Unternehmens vollzogen.
- Mori-Konzern
- Nissan-Konzern
- Nichitsu-Konzern (heute: Chisso)
- Nissō-Konzern
- Riken-Konzern

## Zaibatsu in anderen Staaten
Sie sind mit den gleichgeschriebenen Jaebeols in Südkorea, z. B. Samsung, sowie mit im 19. Jahrhundert gegründeten Mischkonzernen in Indien wie Tata Sons und Birla vergleichbar.